# Västra Råtjärnen
Västra Råtjärnen är en sjö i Ljusdals kommun i Hälsingland och ingår i Ljusnans huvudavrinningsområde. Sjöns area är 0,0048 kvadratkilometer och den befinner sig 400 meter över havet.